# Монте, Фабрицио дель
Фабрицио дель Монте (итал. Fabrizio del Monte; род. 5 декабря, 1980, Латина) — итальянский автогонщик.
Он проучаствовал в трёх сезонах Евросерии 3000 перед тем как принять участие в трёх этапах Champ Car в 2005, зачастую проверяя на прочность спонсоров. Он сказал, что добился места в Midland третьего пилота на Гран-при Сан-Марино 2006 года, но по иронии судьбы не проплатили его место. Его заменил швейцарский пилот Джорджо Мондини.